# برگ و باد (فیلم)
برگ و باد فیلمی به کارگردانی منصور تهرانی و نویسندگی بهرام فروتن محصول سال ۱۳۶۳ است.

## بازیگران
- ناصر واثق
- محسن قبادی
- صوری ظفر
- شاپور بخشایی
- مسعود طلایی
- شیرین بختیاری
- رویا سیرجانی
- محمدتقی قوامی
- ماشاءاله افراشته
- خسرو امیرصادقی